# Тарлыцкая волость
Тарлыцкая волость — административно-территориальная единица, входившая в состав Новоузенского уезда Самарской губернии. Образован в 1871 году в границах бывшего Тарлыцкого колонистского округа. В 1881 году была разукрупнена путём выделения Ровненской и Степновской волостей. Административный центр — село Привальное.
Население волости составляли преимущественно немцы, лютеране. В период до установления советской власти волость имела аппарат волостного правления, традиционный для таких административно-территориальных единиц Российской империи.
Волость располагалась в западной части Новоузенского уезда, по левую сторону от реки Волги. Согласно карте уездов Самарской губернии 1912 года волость состояла из двух частей. Основной участок граничил на западе — с Саратовской губернией, на севере — со Степновской волостью, на северо-востоке — с Покровской волостью, на востоке — со Степновской, Малышинской, Воскресенской и Бизюкской волостями, на юге — с Ровненской волостью. Небольшой чересполосный участок располагался южнее основного участока и был полностью окружён территорией Ровненской волости
Территория бывшей волости является частью земель Ровенского и Энгельсского районов Саратовской области.

## Состав волости
| № | Населённые пункты (без хуторов)      | Население (1889 год) | Население (1910 год) | Преобладающие национальности, вероисповедания | Современное состояние                |
| - | ------------------------------------ | -------------------- | -------------------- | --------------------------------------------- | ------------------------------------ |
| 1 | село Привальное (Варенбург)          | 6919                 | 8340                 | немцы, лютеране                               | село Привольное, Ровенский район     |
| 2 | село Скатовка (Штрауб)               | 2801                 | 3847                 | немцы, лютеране                               | село, Ровенский район                |
| 3 | село Тарлыковка (Тинкель)            | 2405                 | 3224                 | немцы, лютеране                               | село, Ровенский район                |
| 4 | село Тарлык (Лауб)                   | 2636                 | 3740                 | немцы, лютеране                               | село Чкаловское, Ровенский район     |
| 5 | село Ново-Привальное (Ней-Варенбург) | -                    | 873                  | немцы, лютеране                               | село Новопривольное, Ровенский район |